# Mitnagdim

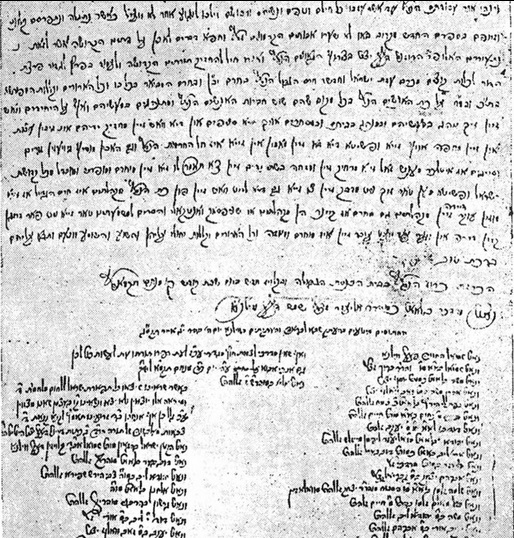
Klątwa nałożona na chasydów przez gminę wileńską w 1781 roku, podpisana m.in. przez Gaona z Wilna

Mitnagdim (także: misnagdim, misnagdzi, hebr. מתנגדים – przeciwnicy, pot. Litwacy) – ruch ortodoksyjnych Żydów popularny zwłaszcza na Litwie i Białorusi, sprzeciwiający się chasydyzmowi. Początkowo termin misnagdim odnosił się do wszystkich przeciwników chasydyzmu.
Mitnagdim krytykowali chasydyzm m.in. za zmiany liturgiczne, liberalizm odnośnie do pór modlitw, zaniedbywanie głębszych studiów nad Torą, spożywanie alkoholu i bałwochwalczy stosunek do cadyków. Uważali, że chasydzi ulegają heretyckim w ich mniemaniu naukom Sabataja Cwi, czy Jakuba Franka. Duchowy przywódca mitnagdim, Eliasz ben Salomon Zalman zwany Gaonem z Wilna wydał nawet akt cheremu (odpowiednik ekskomuniki, anatemy) na chasydów. Chaim z Wołożyna, jeden z głównych ideologów ruchu i autor ich fundamentalnego dzieła Nefesz ha-Chaim, uważał, że wszelka adoracja ludzi, nawet bardzo świątobliwych, jest bałwochwalstwem. Mimo odżegnywania się od mistycyzmu nieobca była im kabała, ale bardzo ograniczali emocjonalne podchodzenie do religii, na rzecz intelektualnego i analitycznego badania Tory. 
Mitnagdim wyjęli chasydów spod prawa, zakazali zawierania z nimi małżeństw, jedzenia mięsa z ich ubojów rytualnych, a nawet posuwali się do donosicielstwa, w wyniku którego więziono wiele osobistości ruchu chasydzkiego w świeckich więzieniach. 
Obecnie konflikt z chasydyzmem w poważnym stopniu wygasł, ale nadal dochodzi do rywalizacji między ruchami (np. na łonie partii Agudat Israel). 
Z ruchu mitnagdim wywodzi się musaryzm.
Największą ostoją ruchu mitnaggedim była Litwa, a społeczność żydowska Wilna słynęła z bardzo solidnego wykształcenia w całej Europie Wschodniej. Do czasów dzisiejszych przetrwało w środowiskach żydowskich powiedzenie mądry jak Litwin. Wspólnym wrogiem chasydyzmu i mitnagdim okazała się haskala, czyli żydowskie odrodzenie, uznane przez oba ruchy za zagrożenie fundamentów religijności.